# إيجريجور
إيجريجور هو مفهوم في الباطنية الغربية يصف كيان غير مادي أو مخلوق من وحي الخيال ينشأ من الأفكار والعواطف الجماعية للبشر. في تقاليد السحرة والعالم الخفي، يُنظر إلى الـ"إيجريجور" على أنه يتمتع بكيانٍ مستقل؛ بينما يعتقد البعض أنه مجرد وعي جمعي ينتج عن إيمان مجموعة من البشر بفكرة دينية أو مخفية أو ظاهرية. وباعتبارها تصديقًا جماعيًا، فإن مصطلح الكيان أو الوعي الجمعي، الذي فضله رينيه جينون، يعد مرادفًا لـ egregore.

## نظرة عامة
في كتاب سفر أخنوخ، كان المصطلح يشير إلى الكائنات الملائكية المعروفة باسم المراقبين،  كما اُستخدام أيضًا في التقاليد المرتبطة (الإينوخية) للإشارة إلى الطقوس والممارسات المرتبطة بهذه الكيانات. وأشارت بعض الأعمال الأدبية والدينية الأخرى، مثل المخطوطة التي عُثر عليها في سرقسطة ، إلى هذه الكائنات الملائكية.

## الأوصاف المتعددة

### ككائن ملائكي مستقل
كانت الإيجريجوريات كيانات مستقلة تمامًا في سفر أخنوخ، ولم تكن هناك حينها أي فكرة عن نشوئها من جماعة. وفي الأدب، وخاصة الأدبيات القديمة، كانت كلمة "إيجريجورس" في كثير من الأحيان عبارة عن إشارات مباشرة إلى هذه الكيانات الإينوكية. كان هذا هو الحال في رواية يان بوتوكي "المخطوطة الموجودة في سرقسطة "، والتي أشارت إلى الـ"الإيجروجور" بـ"أشهر الملائكة التي هبطت للأرض". كما استخدم المؤلف الفرنسي فيكتور هوجو ، في روايته "أسطورة العصور" (1859)، كلمة égrégore، أولاً كصفة، ثم كاسم، مع ترك المعنى غامضًا.

### كنخبة روحانية
أشار الفيلسوف التقليدي يوليوس إيفولا، في كتابه "الثورة ضد العالم الحديث "، إلى نخبة من الناس الواعين روحياً، الذين يحافظون على التقاليد حية،  باعتبارهم "أولئك المستيقظون، والذين يطلق عليهم في اليونانية اسم εγρῄγοροι"،  في إشارة على ما يبدو إلى المراقبين،  والمعنى الحرفي لاسمهم، وهو "يقظ" أو "مستيقظ".

### كوعي جمعي
في علم الباطنية، تم استخدام مصطلح "إيجريجوري" للإشارة إلى "وعي جمعي"  في المجتمعات الدينية. كما قال رينيه جينون، "إن الجماعة، في جوانبها النفسية والجسدية، ليست سوى امتداد بسيط للفرد، وبالتالي ليست متفوقة على أي شيء على الإطلاق في محتواها، على عكس المؤثرات الروحية، والتي لها وقع مختلف تمامًا". وتبع هذا الاستخدام مجلة <i id="mwdw">Gnosis</i>  وأولافو دي كارفاليو ، ووفقًا لجينون، بدأ مع إيليفاس ليفي .

### ككائن سحري مستقل نشأ من الوعي الجمعي

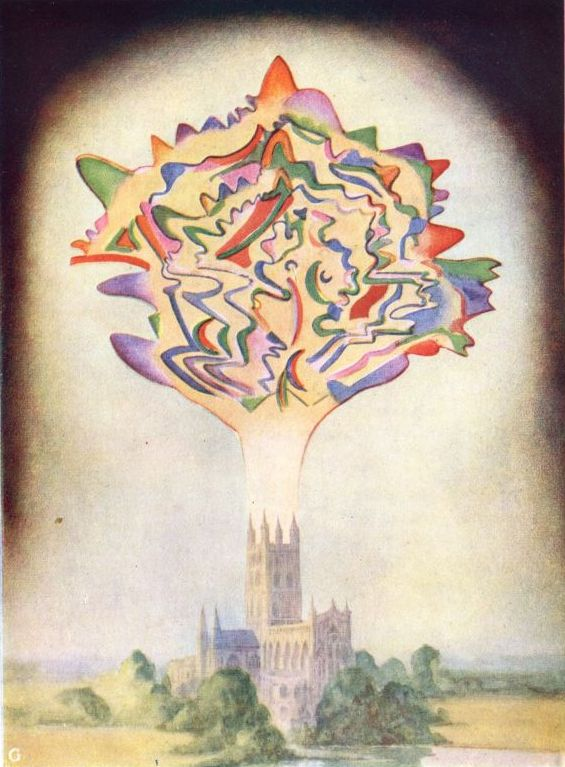
تصوّر فكري لموسيقى شارل جونو ، وفقًا لآني بيسانت وسي دبليو ليدبيتر في أشكال الفكر (1901)

دمج بعض المؤلفين المفهوم الباطني مع المفهوم الإينوكي للوصول إلى فكرة "الكيانات الروحية" التي "تتغذى على أفكار وطاقة حشد موحد"،  كما وصفها موقع Occultist.net، مع امتلاكها حياة اخرى خاصة بها - ستعتمد ميزاتها وقواها الأكثر تحديدًا على المؤلف المعين. وصفت كيت سترونج، في كتابتها للنشرة الإخبارية "اعرف نفسك، عالج نفسك"، الإيجريجور بأنها "رموز أو أفكار أو مُثُل موجودة في النفس الجمعية لمجموعة من الناس ويُعتقد أنها تتمتع بكيان مستقل". يبدو أن هذا الاستخدام جاء إلى حد كبير من التأملات في التارو -انظر إلى القسم التالي- يعتبر مفهوم التولبا مشابهًا، كما لاحظ جاري لاكمان  ومارك ستافيش.

## في الفكر الخفي والسحري

### فيالتأملات حول التارو
يصف التأمل في التارو المسيح الدجال بأنه " إيجريجور، وهو كائن اصطناعي يدين بوجوده إلى التوليد الجماعي من العالم الأسفل ". في مكان آخر، وصف الكتاب الإيجريجوريين بأنهم "شياطين تولدت من الإرادة الجمعية وخيالات الأمم". يستشهد الكتاب، ولكنه لا يتفق تمامًا مع استخدام روبرت أمبلين في عمله La Kabbale pratique، وكان أمبلين قد عرّف الإيجريجور على أنه " قوة تولدها تيار روحي قوي ثم تتغذى على فترات منتظمة، وفقًا لإيقاع متناغم مع الحياة الكونية، أو اتحاد الكيانات المتحدة بطبيعة مميزة مشتركة". وصف مؤلف التأملات في التارو هذا المقطع من أمبلين بأنه "تعريف لا يترك شيئًا مثيرًا أكثر للأهتمام"، لكنه اختلف مع وصف أمبلين للكاثوليكية، والماسونية ، والبروتستانتية على أنها إيجريجور.

### في الثيوصوفية
عرّف ماوريسيو ميدوروس، الكاتب في موقع Estudo Teosófico الثيوصوفي ، الإيجريجور بأنه "كيان نجمي أو عقلي أو روحي يدعم وجوده العديد من الأشخاص على مدى فترة طويلة من الزمن عبر الإيمان به، مما يمنحه طابع الديمومة الذي لا يعتمد على فرد معين". في حين قال ميدوروس إن الإيجريجور ليس له "حياة خاصة به"، إلا أنه أكد على استقلاليته، مشيرًا إلى أن الإيجريجور "يمكن ربطه بمواقع مادية"، بحيث "عندما ندخل بيئة ونشعر بعدم الارتياح، فإن ما نختبره غالبًا هو الصدام بين الطاقات التي تعبر عنها الإيجريجور في المكان وطاقاتنا الخاصة".